# Die erste Reihe
Die erste Reihe ist ein Spielfilm der DEFA im Auftrag des Fernsehens der DDR von Peter Vogel aus dem Jahr 1987, nach Motiven aus dem gleichnamigen Buch von Stephan Hermlin aus dem Jahr 1951.

## Handlung
Eine Gruppe unbeschwerter, junger Leute geht beschwingt spazierend über den Berliner Alexanderplatz, vorbei an der Staatsoper Unter den Linden, um beim Besuch des Mahnmals Unter den Linden vor der Ewigen Flamme andächtig zu verharren. Hier treten ihnen visionär sechs Helden der ersten Reihe des Berliner Widerstands gegen den Nazismus entgegen. Diese stellen sich mit ihrer Biografie vor: Der Schlosser Rudolf Schwarz, die Bürgerstochter und Studentin Lilo Herrmann, der Buchdrucker Heinz Kapelle, der Dreher Willi Gall und der Werkzeugmacher Walter Husemann. Zu den fünf authentischen Hauptgestalten kommt die, aus verschiedenen Lebensgeschichten zusammengebaute Figur des Spanienkämpfers Artur Berliner, der als einziger Überlebender die Botschaft seiner Kameraden in die neue Zeit trägt. Gemeinsam nehmen diese sechs Helden an der Premiere des Films Kuhle Wampe und der anschließenden Feier teil. Plötzlich betritt eine Gruppe SA-Männer mit Knüppeln den Saal und, um der Gefahr einer Schlägerei mit den Faschisten zu entgehen, tanzt die Runde aus dem Saal auf die dunkle Straße hinaus.
Das Jahr 1933 ist das Jahr der Machtergreifung durch die Faschisten in Deutschland. Nach dem Reichstagsbrand werden Kommunisten und Sozialdemokraten verfolgt, auf dem Opernplatz in Berlin findet die Bücherverbrennung statt. Die Gegner des NS-Regimes, zu denen junge Intellektuelle, Arbeiter, Kommunisten und andere demokratische oder humanistischen Kräfte gehören, müssen in den Untergrund gehen. Doch sie agieren mit Plakataktionen und der Verteilung von Flugblättern, um die Augen ihrer Mitmenschen für die Menschenfeindlichkeit der Faschisten zu öffnen. Aber die Gestapo findet immer ausgeklügeltere Methoden, die Feinde des Faschismus aufzuspüren und zu vernichten. So dauert es nicht mehr lange, bis Rudolf Schwarz als erster der Gruppe verhaftet wird. Gemeinsam mit drei Mitkämpfern wird er im Wald von SA-Männern geplant „auf der Flucht“ erschossen.
Lilo Herrmann wird wegen strafbarer kommunistischer Betätigungen vom weiteren Universitätsbesuch in Deutschland ausgeschlossen. Ihre Eltern bringen für ihre Handlungen kein Verständnis auf. Sie lässt sich aber nicht davon überzeugen, ihre Ideale und Freunde zu verraten und wird verhaftet. Eine Aktion mit Beteiligung in mehreren Ländern erreicht ihre Freilassung nicht. Auch die versuchte Erpressung mit ihrem in einem Nebenraum des Vernehmers befindlichen weinenden kleinen Kind kann Lilo nicht von ihrem Weg abbringen. Sie wird im Alter von 31 Jahren im Zuchthaus Berlin-Plötzensee hingerichtet, und die Eltern erhalten die Rechnung für die entstandenen Kosten.
Artur Berliner, der ebenfalls bereits im Gefängnis sitzt, wird kurz vor dem Heiligabend durch den Staatsanwalt entlassen. Als ihn die Gestapo zur Vernehmung abholen will, ist er bereits auf freiem Fuß. Sein Weg führt ihn zu seiner Freundin Anna. Anlässlich der Olympischen Spiele 1936 in Berlin will die Regierung der Welt das Bild einer großen Nation vermitteln. Auch jetzt geht die konspirative Arbeit der jungen Menschen weiter. Sie sind bereit, gegen die Nazibarbarei und Kriegsvorbereitungen etwas zu unternehmen und dabei ihr Leben zu riskieren. Walter Husemann wird in das KZ Buchenwald verschleppt, jedoch nach vielen Schikanen, unter anderem einer Scheinhinrichtung, wieder entlassen. Der Blockwart gibt ihm zu Hause in Berlin zu verstehen, dass er weiterhin ständig unter Beobachtung ist. Artur Berliner fährt nach Prag, um mit Willi Gall, der dort im Auftrag der Partei den Aufbau eines internationalen Bundes zur Bekämpfung der Faschisten leiten soll, über weitere Aktivitäten zu sprechen. Hier trifft er sich auch wieder mit Anna, der er mitteilt, dass er am Spanischen Bürgerkrieg teilnehmen soll. Willi Gall erhält von der Partei 1939 den Auftrag, wieder nach Berlin zu fahren, um die Parteigruppen neu zu organisieren, da sehr viele Genossen in der Vergangenheit verhaftet wurden. Am Bahnhof Berlin Prenzlauer Allee trifft er sich mit Otto Nelte, um die Gruppe aus Berlin-Adlershof wieder aufzubauen. Doch er gerät in die Fänge der Nazis und wird zwei Jahre später in Plötzensee umgebracht; er ist zu diesem Zeitpunkt noch keine 40 Jahre alt.
Am 1. September 1939 beginnt mit dem deutschen Überfall auf Polen der Zweite Weltkrieg. Heinz Kapelle druckt in einer Druckerei Flugblätter gegen den Krieg und verteilt sie auch gleich mit seinem Motorrad. Das geht gut, bis der Gestapo Besonderheiten bei einem gedruckten „u“ auffällt. Nachdem sie die Druckereien Berlins durchsuchen, finden sie auch den auffälligen Buchstaben und sind so in der Lage, Heinz Kapelle zu verhaften. Dieser muss feststellen, dass der Vernehmer bestens über sein Leben informiert ist. Auf dem Weg zur Hinrichtung ruft er: „Es lebe die Sowjetunion“. Er stirbt im Alter von 28 Jahren. Auch Walter Husemann wird als Mitglied der Roten Kapelle wieder verhaftet und mit 39 Jahren zum Tode verurteilt.
Artur Berliner gelingt es, während eines Bombenangriffs, in Zivilkleidung aus dem Gefängnis zu fliehen. Er findet seine Anna wieder und beteiligt sich sofort wieder am Widerstand. Das führt dazu, dass der Gestapo-Vernehmer von seiner Funktion entbunden wird und dessen Aufgaben von der SS übernommen werden. In der letzten Szene läuft Berliner durch ein Ruinenfeld, in dem Kinder mit Waffen spielen. Sein Appell zum Schluss lautet: „Hört doch endlich auf mit dem Krieg!“

## Produktion
Drehorte waren in Berlin u. a. der Alexanderplatz, Gendarmenmarkt, Wasserturm Prenzlauer Berg, Bahnhof Berlin Prenzlauer Allee, Bahnhof Berlin Friedrichstraße, das Kino Babylon, Rote Rathaus, die Humboldt-Universität zu Berlin, Archenhold-Sternwarte, Neue Wache und Teile der Straße Unter den Linden.
Die erste Reihe mit dem Untertitel Bilder vom Berliner Widerstand wurde auf ORWO-Color mit mehreren Schwarzweißfilm-Sequenzen aus Archivmaterial gedreht und hatte seine Erstausstrahlung am 22. November 1987 im 1. Programm des Fernsehens der DDR.
In der Bundesrepublik wurde der Film das erste Mal Ende November 1987 in Stuttgart auf Einladung der Landesleitung Baden-Württemberg der VVN — Bund der Antifaschisten und des Stadtjugendrings Stuttgart gezeigt. Im Fernsehen wurde er hier am 17. November 1989 im III. Programm des WDR Fernsehens ausgestrahlt.
Die erste Reihe ist auch auf DVD erschienen.

## Kritik
In der Berliner Zeitung schrieb Angelika Rätzke:

„Sowohl durch die Erzählhaltung als auch durch optische Konsequenz (die Kamera Günter Haubolds verleiht den Spielszenen durch Färb- und Schwarzweiß-Montagen von Dokumentarmaterial Wahrhaftigkeit) empfand der Film Zeitzeichen sehr genau nach. Hast, Unruhe, Unsicherheit verdeutlichten immer wieder gefährliche Situationen, in denen die Helden lebten. Sachlich und mit knappem Gestus wurde mitgeteilt, daß niemand von ihnen „alles noch Unbekannte, zu Erwartende, die Zukunft“ erleben konnte. Vielleicht ist es das, womit der Betrachter schwer fertig wird.“

Das Lexikon des internationalen Films schreibt, dass der Film eine eigenwillige, eher introvertierte, den Kanon herkömmlicher Heldenbilder aufbrechende DDR-Fernsehproduktion ist.

## Auszeichnungen
- 1988: Leistungsvergleich der fernsehdramatischen Werke in der DDR: Goldener Bildschirm[4]
- 1989: Filmfest der XIII. Weltfestspiele der Jugend und Studenten: Ehrendiplom[5]